# Greatest hits Vol. 1 (sastav Film)
Greatest hits Vol. 1 prvi je kompilacijski album zagrebačke rock skupine Film (Jura Stublić i Film), kojeg 1994. godine objavljuje diskografska kuća Croatia Records.
Kompilacija Greatest hits Vol. 1 osmi njihovi najveći objavljenih uspješnica do tada, sadrži i dvije nove kompozicije "Nježno, nježno, nježnije" i "Chicago". Skladba "Chicago" uz novi tekst napisana je na temu pjesme "U tunelu usred mraka", koja dolazi iz vremena "Omladinskih radnih akcija". Oko objavljivanja te skladbe bilo je raznih kontroverza, pa je snimka šest mjeseci stajala u diskografskoj kući. Pred samo objavljivanje albuma jedan stih je izbačen iz teksta ali je skladba ipak jedno vrijeme bila zabranjena na hrvatskim radio postajama. Autori skladbe su Jura Stublić i Nikša Bratoš (bivši član bosanskohercegovačkih skupina Valentino i Crvena jabuka), a u skladbi "Nježno, nježno, nježnije" gostuje klapa Grdelin i Mladen Juričić.

## Popis pjesama
1. "Zamisli život u ritmu muzike za ples" (3:56)
2. "Srce na cesti" (4:00)
3. "Glas srca" (4:32)
4. "Nježno, nježno, nježnije" (3:03)
5. "Valovi" (3:40)
6. "Signali u noći" (5:25)
7. "Pjevajmo do zore" (3:58)
8. "Chicago" (4:55)
9. "Sjećam se prvog poljupca" (5:28)
10. "Doći ću ti u snovima" (3:54)
11. "Ti zračiš zrake kroz zrak" (5:27)
12. "Mi nismo sami" (4:03)
  - Aranžer - Tihomir Varga
13. "Dobre vibracije" (4:07)
14. "Želje i pozdravi" (0:29)

## Izvođači
- Jurislav Stublić - prvi vokal
- Bojan Goričan - klavijature
- Branko Hromatko - bubnjevi
- Dario Kumerle - bas-gitara
- Deni Kožić - gitara
- Dražen Šolc - bubnjevi
- Jurij Novoselić - saksofon
- Marino Pelajić - bas-gitara
- Mario Zidar - gitara
- Mladen Juričić - gitara, ksilofon, usna harmonika
- Ivan Piko Stančić - bubnjevi
- Robert Krkač - gitara
- Vjekoslav Magdalenić - klavijature
- Željko Turčinović - bubnjevi

### Produkcija
- Glazba,tekst - Jura Stublić
- Aranžer - Jura Stublić (skladbe: A2 do A7, B3, B4, B6, B7), Nikša Bratoš (skladbe: A1, B1, B2)
- Miks - Ante Pecoti
- Dizajn - Bachrach, Krištolić
- Fotografija - Luka Mjeđan

## Vanjske poveznice
- Discogs - Recenzija albuma